# Begonia olbia
Begonia olbia là một loài thực vật có hoa trong họ Thu hải đường. Loài này được Kerch. mô tả khoa học đầu tiên năm 1883.